# Carnaubais
Carnaubais is een gemeente in de Braziliaanse deelstaat Rio Grande do Norte. De gemeente telt 9.712 inwoners (schatting 2009).